# Segevång
Segevång är ett delområde i nordöstra Malmö och tillhör stadsdelen Kirseberg. Området ligger söder om Stockholmsvägen, mellan Inre ringvägen och Östra Fäladsgatan. 
I området finns Beijers parks förskola, Östra Fäladens förskola och Segevångs förskola.
Det finns även ett friluftsbad (Segevångsbadet), hotell och en golfbana, Malmö Burlöv Golfklubb.

## Historia
Namnet Segevång kommer från Sege å som rinner nordöst om området. Sege är ett dialektalt ord som betyder lågland utmed vattendrag, sankmark. Före den nuvarande bebyggelsen utgjordes området av jordbruksmark, delvis inom Malmö Stad, delvis tillhörande Västra Skrävlinge by. Landsvägen till Lund gick genom Segevång och vid ån fanns en krog, Sege krog. Vid förra sekelskiftet fanns planer på att anlägga en begravningsplats på området, men dessa blev inte genomförda. Västra Skrävlinge inkorporerades i Malmö stad 1911, och på 1920-talet byggdes Rostorps egnahemsområde. Östra sjukhuset anlades på 1930-talet och på 1940-talet uppfördes ett flertal nya byggnader på sjukhusområdet.

## Sege park
Den södra delen kallas numera Sege park. Mellan 1936 och 1995 tillhörde denna del Malmö Östra sjukhus. I några av de före detta sjukhusbyggnaderna finns nu Fäladsskolan (F-6) och friskolan Backaskolan (F-9). Ytterligare andra byggnader är omgjorda till studentbostäder. Byggnation av fler bostäder i Sege park påbörjades i december 2011. Området Segevång ligger nära villastaden Rostorp och Beijers park.

## Norra delen vid Lundavägen
Här finns flerfamiljshus, byggda kring 1960 som komplettering av det ökande behovet av bostäder när Östra Hamnen byggdes ut.
På Segevång finns ungefär 2 000 lägenheter, drygt hälften (57%) av bostäderna utgörs av bostadsrätter i HSB (fyra bostadsrättsföreningar: Almedal, Kronotorp, Segevång och Västkusten) samt Riksbyggen (Malmöhus nr 15). Resterande bostäder är hyresrätter som tillhör kommunens bostadsbolag MKB.
Större delen av lägenheterna består av två eller tre rum och kök, och en mindre andel utgörs av ettor och fyror. I början av 1970-talet hade Segevång 5 600 invånare, ett antal som 1998 hade sjunkit till 3 700, eftersom hälften av hushållen då bestod av en person.
Områdets karaktär är speciell med sin långa länga som i folkmun kallas för "Kinamuren" och de höga lamellhusens förskjutna placering som ska ge formen av ett öga sett från ovan. Siktlinjerna begränsas och området får trots sin stora skala ett intimare uttryck.
Stadsplanen för Segevång utarbetades i slutet av 1950-talet av Gunnar Lindman och fastställdes 1958. Området utgjordes av en obebyggd yta mellan Lundavägen, Östra sjukhuset och Rostorps egnahemsområde. Motorvägen från Lund slutade vid denna tid vid Sege å, men i samband med planläggningen av Segevång planerades en utbyggnad av infarten mot staden. Grundidén i stadsplanen var att bebyggelsen skulle grupperas kring ett centralt parkområde. En lång sammanhängande, bågformad byggnad var avsedd att skydda mot nordliga vindar och begränsa parkytan mot norr.  På andra sidan parken planerades nio niovåningshus placerade med kortsidorna mot grönytan. Även de skulle vara förskjutet grupperade i en båge, och intill dem tre- och fyravåningshus kring gårdar. 
Trafiken i området separerades, och bilarna hänvisades till två tillfartsgator. 1 000 parkeringsplatser planerades i markplanet och möjligheter lämnades för varmgarage under mark. Som ett internt huvudstråk tänkte man sig en gång- och cykelväg utmed det centrala parkområdet. Där detta stråk mynnade i Östra Fäladsgatan skulle ett kommersiellt centrum finnas – ett smalt torgrum med butikslängor på två sidor. Torget vetter ut mot Östra Fäladsgatan mittemot villakvarteren i Rostorp. Även i niovåningshusens bottenvåningar mot gång- och cykelstråket planerades närbutiker och gemensamhetslokaler. I gång- och cykelstråkets östra ände placerades ett barndaghem. Norrut, mellan det svängda huset och Lundavägen, lades Segevångsskolan. Man lade stor vikt vid grönytorna i stadsplanen. Det centrala parkområdet skulle genom ett brett parkbälte förbindas med de öppna markerna kring Sege å. I och med anläggandet av Inre Ringvägen i början av 1960-talet skars dock denna förbindelse av. I anslutning till parkbältet placerades skolan.
Närheten till Bulltofta flygplats var en faktor som togs upp i stadsplanen. Det fanns avtal mellan Kungliga Luftfartsstyrelsen och staden, och även internationella bestämmelser beträffande bebyggelsehöjden på flygplatsers infartszoner. Vid tiden för stadsplaneförslaget fanns planer på en ny landningsbana på Bulltofta. Om dessa inte skulle bli genomförda fanns möjlighet för ytterligare höghus på nordöstra Segevång, konstateras i stadsplaneförslaget. Några sådana kom dock inte att uppföras.

### Kvarteret Ögonlocket 1
Fastigheten Ögonlocket 1 i västra delen av Segevång består av sammanlagt sju byggnader. Fastigheten domineras av två närmast identiska skivhus i nio våningar. Husen vänder gavlarna mot den stora ovala gröningen i områdets mitt, och är de västligaste av de nio höghusen på Segevång. Båda husen ritades 1958 av Thorsten Roos och Bror Thornberg, beställare var MKB. Huset intill områdets centrum rymmer, utöver bostäder, MKB:s kontor och två frisersalonger. Byggnaden är genom ett smalt betongtak länkat till en av torgets butikslängor. Nästa skivhus är kopplat till ett trevåningshus i samma fastighet, men upplevs ändå som en separat huskropp.
Ursprungligen var långfasaderna klädda med ljusgrå Malmex-plattor. Sammanhängande horisontella linjer av fönsterbröstningar och balkongfronter i eternit skapade en randig effekt. Gavlarna var i rött tegel, vilket medförde ytterligare kontrastverkan. Fasaderna är sedan sent 1980-tal kraftigt omgestaltade. Skivhusen tilläggsisolerades och kläddes med rött tegel samt plåtkassetter i vitt, rosa och rött. Våningshöjden betonas av de vertikala banden i rött tegel respektive rosa plåt. Ett brokigt mönster bildas av den varierade färgsättningen i bröstningar och de inglasade balkongernas fronter. Det livliga uttrycket förstärks av plåtens kryssknäckta profil, nya utvinklade fönster och utbyggda burspråk. Entréerna har fått skärmtak burna av pastellfärgade stålpelare.
De flacka taken har två höga påbyggnader som rymmer hissmaskinrum. Dessa syns på avstånd och ger husen en speciell karaktär.
Storleken på lägenheterna varierar, men en vanlig fördelning är fem lägenheter med ett till tre rum och kök per trapplan.
Utemiljön är öppen med stora gräsytor och högresta almar. Gränsen mellan bostadsgårdarna och parken känns flytande, vilket betonar öppenheten.
Den yttre omgestaltningen innebär att arkitekturen idag vittnar mer om 1980-talets stilriktning än om det sena 1950-talets formspråk.

### Kvarteret Ögonlocket 9
Kvarteret Ögonlocket sträcker sig utmed Kronetorpsgatan och består av ett tjugotal låghus och nio höga skivhus. Fastigheten Ögonlocket 9 ligger i områdets västra del, och består av två fyravåningshus, ett trevåningshus och ett niovåningshus. Byggnaderna ritades 1959 av Sven Grönqvist på HSB:s arkitektkontor, liksom en stor del av resten av kvarteret. Byggherre var HSB.
De tre låghusen är grupperade i U-form kring en gård. Mot Kronetorpsgatan i söder avgränsas den av fyravåningshuset, och mot norr öppnar den sig mot cykelbanan och Segevångs centrala grönyta. I norr ligger också det nio våningar höga skivhuset, som är ett i raden av nio stycken volymmässigt likadana byggnader, grupperade i en båge utmed grönytan.
De låga lamellhusen är i gult tegel, med putsade partier vid trapphusen, och kröns av flacka sadeltak täckta av svart papp. På väst- respektive sydfasaderna finns balkonger som i början av 1990-talet utvidgats och glasats in. De nya balkongutbyggnaderna har avfasade hörn. Fronterna är i beige laminat med vita aluminiumlister. Även niovåningshuset har denna typ av nya balkonger, dock med grå laminatskivor.
Utöver de utvidgade och inglasade balkongerna är detta ett för Segevång förhållandevis välbevarat skivhus. Vid entrén finns det ursprungliga lite snedställda betongtaket bevarat, och östfasadens burspråk klätt i grå mosaik har också tydlig karaktär av det tidiga 1960-talets form och materialval. Låghusens entréer är dock inte lika välbevarade. Vid förbättring av sophanteringen 1988 försvann de ursprungliga nätta skärmtaken och ersattes av utbyggda entréer med soprum. Denna tillbyggnad kläddes i beige klinker och fick ett tegeltäckt tak och mintgröna plåtdetaljer. De nya entrédörrarna är i brun aluminium.
Liksom andra delar av kvarteret Ögonlocket utmärks denna del av en välskött och prunkande gård, med skyddad uteplats och närhet till större grönytor.

### Kvarteret Ögonfransen
Bebyggelsen i kvarteret Ögonfransen består av en nästan 500 meter lång bågformad byggnad. Den utgör två skilda fastigheter och uppfördes av två byggherrar, HSB och MKB. Byggnaden ritades 1959, den östra delen av Sven Grönqvist på HSB:s arkitektkontor, och den västra delen av Thorsten Roos och Bror Thornberg för MKB.
Den låga men långsträckta byggnadskroppen fungerar som en skyddande mur mot trafiken på den närliggande gatan och motorvägen. Innanför bågen breder Segevångs centrala grönyta ut sig. Kontrasten mellan trafiken utanför och lugnet och grönskan innanför är påtaglig. Byggnaden är ett suterränghus, med tre våningsplan mot gatan och fyra mot grönytan. Fasadmaterialet är gult tegel, och de parvis grupperade utanpåliggande balkongerna har sidoväggar i vitmålad betong. Dessa balkongpartier ger fasaden ett varierat om än repetitivt uttryck. Lägenheterna i suterrängvåningen har uteplatser mot parkytan, och under sommarhalvåret är övergången från grönska till bebyggelse närmast flytande. Den låga omslutande byggnaden och parken med dess högresta träd harmonierar väl med varandra.
Mot Segevångsgatan varieras fasaduttrycket genom delvis indragna balkonger, vitmålade fasadpartier vid trapphusen och fönsterbröstningar i brun puts. På två ställen finns passager genom bottenvåningen.
Förändringar i byggnaden har utförts på olika sätt av de olika förvaltarna, bland annat vad gäller inglasning av balkonger. Hela den långa byggnadskroppen ger trots dessa variationer ett enhetligt intryck.
I väster är byggnaden sammanlänkad med en envånings affärslänga vid Segevångs torg. Byggnadens sista del före torget är förskjuten norrut. Bland boende på Segevång finns en föreställning att det skulle skett ett misstag när man började bygga: när man byggt den första västligaste delen, skulle man ha insett att man kommit för långt norrut och skulle hamna för nära motorvägen. Därför skulle resten av byggnadskroppen justerats till i en ny sträckning, och därmed uppstod förskjutningen. Om förklaringen stämmer eller om det var ett sätt att vidga gårdsrummet där torget tar vid är ovisst. I det ursprungliga stadsplaneförslaget finns dock inte förskjutningen.

### Kvarteret Ögonbrynet
Kvarteret Ögonbrynet ligger i södra delen av Segevång mellan Kronetorpsgatan och Östra sjukhuset. Bebyggelsen består av bostadshus, en obemannad bensinstation och en kiosk. Bostadshusen utformades av arkitekterna Bengt Serwe och Göran Stendahl år 1958 och byggherre var MKB.
De fem lamellhusen har en fri öppen gruppering där fyra är placerade parallellt medan det femte, står i 90°  vinkel mot de andra, parallellt med Östra Fäladsgatan. Husen har fyra våningar, med varierat antal trapphus, och är uppförda i gult tegel med flacka valmade sadeltak täckta av korrugerad eternit. Fönstren har en och två lufter med karmar av vitlackerad aluminium. På gavlarna finns utvinklade  fönster. Entréerna har omfattningar klädda med mosaik i olika färger som blått, lila och grönt. De har fått nya aluminiumdörrar. Balkongpartierna är indragna med skiljeväggar i betong och vetter mot söder eller väster. Fronterna är i mönstrad omålad betong och väggarna har under 1999 fått en färgsättning som harmonierar med mosaiken kring portarna. Denna förändring framhäver de i övrigt likartade husens individualitet och stämmer väl överens med den ursprungliga intentionen. Lägenheterna består främst av två respektive tre rum och kök grupperade i trespännare.
Den ursprungliga planeringen av de öppna gårdarna gjordes av trädgårdsarkitekt Walter Kohl. Bebyggelsen saknar tydligt avgränsade gårdsmiljöer, dels för att husen är fritt utplacerade på en grönyta, dels för att ett par ytor ovan och under jord används till bilparkering. Kvarteret präglas trots detta av en lummighet som förstärks av närheten till Östra sjukhusets uppväxta park. Bebyggelsen är som helhet, inte minst i jämförelse med övriga Segevång, påfallande välbevarad. De olikfärgade mosaikomfattningarna vid entréerna och balkongfronterna med deras enkla mönstring är detaljer som gör dessa byggnader till goda representanter för en omsorgsfullt utformad boendemiljö från åren omkring 1960.

### Kvarteret Ögonlocket 15
Det sista området som uppfördes på Segevång var den östligaste delen av kvarteret Ögonlocket, fastigheten Ögonlocket 15. Här planerades 1963 nio tre- och fyravåningshus grupperade kring två gårdar med planteringar och lekplatser samt en gård med parkering. Byggherre var Riksbyggen, och för ritningarna stod deras eget arkitektkontor i Malmö. Den svängda Kronetorpsgatan leder utmed två sidor av kvarteret, i söder och öster. I norr tar en grönyta vid och i väster fortsätter kvarteret Ögonlockets bebyggelse med tre-, fyra- och niovåningshus.
De gröna gårdarna är kringbyggda med fyra fristående lamellhus med flacka pulpettak. Mot grönytan i norr ligger tre hus parallellt och något förskjutna. De ligger tämligen tätt och bildar tillsammans med en längre byggnad mot Kronetorpsgatan i öster en inramning åt området. Mot Kronetorpsgatan i söder avgränsar två fyravåningshus gårdarna.
Fasaderna är i gult tegel, och de ursprungligen indragna balkongerna är numera utvidgade och inglasade. De är grupperade parvis och har nya fronter i ljus laminat. De fyra hus som avgränsar området i norr och öster har på gatufasaderna fönsterbröstningar i vit laminat. Tillsammans med fönstren bildar dessa vita fält som delar in fasaden vertikalt. På de övriga husen har de fasader som saknar balkonger ett tämligen säreget utseende. Här är samtliga fönster symmetriskt grupperade kvadratiska enluftsfönster, och fasaden är inte specifikt artikulerad vid trapphusen, något som annars är mycket vanligt. Detta gör att dessa fasader ger ett strängt och slutet intryck.
Byggnaderna i denna del av kvarteret Ögonlocket skiljer sig något från de andra i kvarteret. Dels har de fått en annorlunda utformning, bland annat med pulpettak istället för sadeltak, dels är de mycket enhetligt utformade och utgör på så vis en tydligt urskiljbar grupp. Även förändringarna har skett genomgående och enhetligt.

## Segevångsskolan
Segevångsskolan är fritt placerad på en öppen yta i nordost, mellan det svängda bostadshuset och motorvägen. Skolan ritades omkring 1962 i samband med att bostadsområdet Segevång planerades. Upphovsman var den Lundabaserade arkitekten Hans Westman, som tidigare bland annat ritat Mellanhedsskolan och Lorensborgsskolan. Skolan består av flera länkade huskroppar i en respektive två våningar och bildar i princip en F-formad plan. Grupperingen skapar två åtskilda skolgårdar med en administrationsdel i två plan som avdelare. Fasadmaterialet är genomgående rött tegel och byggnaderna kröns av flacka pulpettak med en bred sarg i ärgad kopparplåt. Sargen har på ett par mindre partier ersatts med grönlackerad plåt. Den vertikala betoningen förstärks av de längsgående fönstren i vitt, numera utbytta mot aluminiumramar. Två separata längor i röd träpanel, som innehåller förskola, ligger avsides och bildar tillsammans ytterligare en gård.
Arkitekturen är funktionellt saklig och uttrycket präglas av en återhållsamhet i detaljer och material. Karaktären har bibehållits trots mindre förändringar i form av nya fönster och dörrar.